# Antoni Józef Karczewski

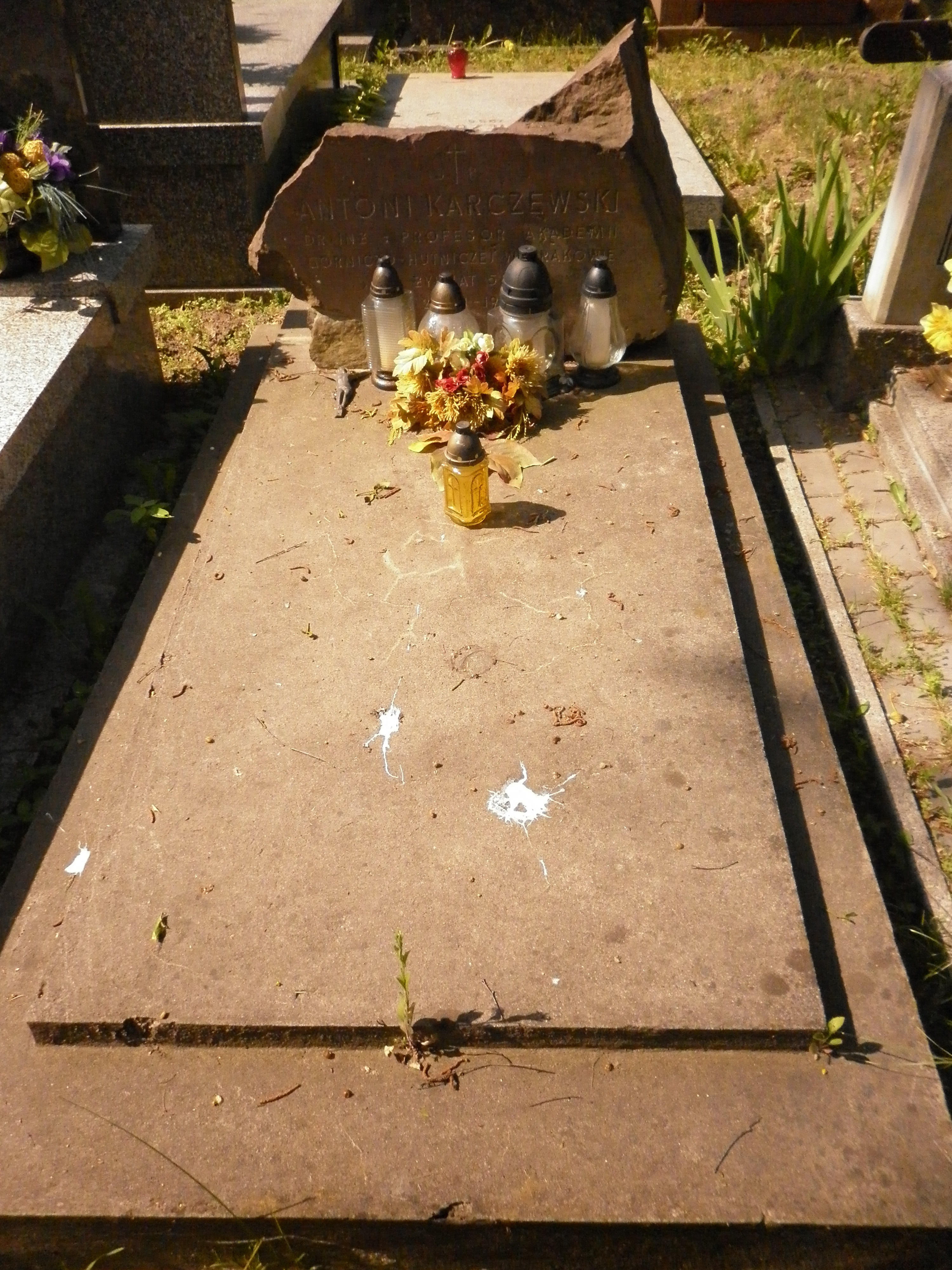
Grób Antoniego Karczewskiego na Cmentarzu Wojskowym na Powązkach w Warszawie

Antoni Józef Karczewski (ur. 29 września 1898, zm. 21 czerwca 1957 w Warszawie) – polski architekt, konserwator zabytków, profesor.

## Życiorys
W 1919 rozpoczął studia na Politechnice Warszawskiej, które ukończył w 1929. Od 1924 do 1931 był asystentem i adiunktem w Zakładzie Architektury Polskiej, od 1931 do 1939 pełnił funkcję kierownika Zakładu Architektury Średniowiecznej.
W latach 1927–1930 wraz z Kazimierzem Skórewiczem badał ruiny zamku w Czersku, wówczas przeprowadził inwentaryzację znalezisk. W latach 30. XX wieku był konserwatorem zabytków m.st. Warszawy. Prawdopodobnie był pierwszym architektem, który docenił znaczenie obiektów historycznych wybudowanych przez społeczność żydowską na warszawskim Muranowie. Zainicjował wpisanie dwudziestu pięciu z nich do rejestru zabytków. Po 1939 zaangażował się w działalność Centralnego Komitetu Organizacji Niepodległościowych, posiadał stopień pułkownika. Po listopadzie 1943 wszedł w skład Rady Obrony Narodu, otrzymał funkcje prezesa, ze względów bezpieczeństwa posiadał dublera, którym był senator Antoni Jakubowski. Od 1946 zastępował profesora, będąc kierownikiem Katedry Konserwacji Zabytków na Politechnice Krakowskiej. W 1949 obronił pracę doktorską otrzymując nominację na profesora nadzwyczajnego. Od 1954 do 1956 pracował w Instytucie Urbanistyki i Architektury w Warszawie. Zmarł nagle 21 czerwca 1957, jego ciało spoczęło na Cmentarzu Wojskowym na warszawskich Powązkach (kwatera A30-1-26). 